# 981 до н. е.

## Події
- 28 лютого і 23 серпня сталися сонячні затемнення.